# احمد فتحی خلیفه
احمد فتحی خلیفه (عربی: أحمد فتحی خلیفة؛ زادهٔ ۱۷ اکتبر ۱۹۶۶) سپهبد نیروی زمینی مصر است، که از ژوئیه ۲۰۲۴ به‌عنوان بیستمین رئیس ستاد کل نیروهای مسلح مصر فعالیت می‌کند.
خلیفه فعالیت نظامی را از سال ۱۹۸۶ در سپاه توپخانه ارتش مصر آغاز کرد. وی پیش‌تر در جایگاه‌هایی چون مسئول توپخانه نیروی زمینی، مدیر موسسه توپخانه، فرمانده سپاه توپخانه، رئیس اداره امور روحیه، رئیس اداره نیروهای مسلح، معاون عملیات نیروهای مسلح و دبیرکل وزارت دفاع مصر فعالیت کرده است.